# Druga zasada dynamiki ruchu obrotowego
Druga zasada dynamiki ruchu obrotowego – sformułowanie II zasady dynamiki nie dla sił i pędów, ale dla momentów sił i momentów pędów. Dotyczy:
1. ruchu postępowego w więcej niż jednym wymiarze, względem ustalonego punktu,
2. ruchu obrotowego brył sztywnych wokół stałej (nieruchomej) osi. Dotyczy to np. sytuacji, gdy oś obrotu jest wymuszona przez zewnętrzne więzy.

## Ruch postępowy w więcej niż jednym wymiarze
II zasada dynamiki ruchu obrotowego może być sformułowana równaniem:
{\displaystyle {\vec {M}}={\frac {d{\vec {L}}}{dt}},}
gdzie:
{\displaystyle {\vec {M}}} – moment siły,
{\displaystyle {\vec {L}}} – moment pędu.
Obydwie wielkości są zdefiniowane względem tego samego, ustalonego punktu przestrzeni, np. pokrywającego się ze źródłem siły. Przykładem może być tu ruch Ziemi wokół Słońca. Ziemia ma niezerową masę oraz prędkość, która nie jest równoległa do jej wektora wodzącego względem Słońca. Przez to ma niezerowy moment pędu. Jednocześnie Słońce przyciąga Ziemię siłą grawitacji, która jednak jest siłą centralną, równoległą do wektora wodzącego. Grawitacja ma przez to zerowy moment siły. Zgodnie z powyższym równaniem w takiej sytuacji moment pędu Ziemi względem Słońca ma zerową pochodną po czasie, czyli pozostaje stały. Konsekwencją zachowania pędu jest też to, że ruch odbywa się w jednej płaszczyźnie.
Moment pędu oraz moment siły można zapisać za pomocą ich definicji: {\displaystyle {\vec {L}}:={\vec {r}}\times {\vec {p}},} {\displaystyle {\vec {M}}:={\vec {r}}\times {\vec {F}},} gdzie
{\displaystyle {\vec {r}}} – wektor wodzący ciała,
{\displaystyle {\vec {F}}} – działająca na nie siła,
{\displaystyle {\vec {p}}} – pęd tego ciała.
W takiej sytuacji II zasada dynamiki obrotowej przyjmuje postać:
{\displaystyle {\vec {r}}\times {\vec {F}}={\frac {d}{dt}}({\vec {r}}\times {\vec {p}}).}

## Ruch obrotowy bryły sztywnej
Moment pędu {\displaystyle {\vec {L}}} bryły sztywnej wokół ustalonej osi można powiązać z jej prędkością kątową {\displaystyle {\vec {\omega }}} wokół tej osi: {\displaystyle {\vec {L}}={\hat {I}}{\vec {\omega }},} gdzie {\displaystyle {\hat {I}}} to tensor momentu bezwładności bryły – który w rozważanej sytuacji jest stały (niezależny od czasu).
Na tę bryłę sztywną może działać niezerowy wypadkowy moment siły {\displaystyle {\vec {M}}.} II zasada dynamiki obrotowej mówi, że w wyniku tego ciało będzie obracać się wokół osi z przyspieszeniem kątowym {\displaystyle {\vec {\varepsilon }}} takim, że:
{\displaystyle {\vec {M}}={\hat {I}}\cdot {\vec {\varepsilon }}}.
Moment siły {\displaystyle M} i przyspieszenie kątowe {\displaystyle \varepsilon } są wektorami osiowymi (pseudowektorami) a ich kierunek i zwrot są takie same.
Granicznym przypadkiem drugiej zasady dynamiki dla ruchu bryły sztywnej jest sytuacja, gdy wypadkowy moment sił działających na ciało równy jest 0 (pierwsza zasada dynamiki dla ruchu bryły sztywnej). Ze wzoru wynika, że wówczas przyspieszenie kątowe również będzie równe 0, a bryła obracać się będzie ze stałą prędkością kątową, w szczególnym przypadku może pozostać w spoczynku.